# Anomis conducta
Anomis conducta là một loài bướm đêm trong họ Erebidae.